# Уилсон-Эсбранд, Джош
Джошуа Дариус Камани Уилсон-Эсбранд (англ. Joshua Darius Kamani Wilson-Esbrand; родился 26 декабря 2002) — английский футболист, защитник клуба «Манчестер Сити». Во второй половине сезона выступает за «Сток Сити» на правах аренды.

## Клубная карьера
Уроженец Хакни, Уилсон-Эсбранд начал футбольную карьеру в академии «Вест Хэм Юнайтед». В 2019 году присоединился к академии «Манчестер Сити». 

### «Манчестер Сити»
21 сентября 2021 года дебютировал в основном составе «Манчестер Сити» в матче Кубка Английской футбольной лиги против «Уиком Уондерерс».
В январе 2023 года отправился в аренду в клуб Чемпионшипа «Ковентри Сити» до конца сезона 2022/23.
В июле 2023 года был арендован французским клубом «Реймс» до конца сезона 2023/24. 12 августа 2023 года дебютировал за «Реймс», выйдя в стартовом составе в матче французской Лиги 1 против «Марселя».
22 января 2025 года отправился в аренду в клуб «Сток Сити»  до конца сезона 2024/25.

## Карьера в сборной
Выступал за сборные Англии до 16, до 19 и до 20 лет.